# Mansueto Velasco
Mansueto Velasco, Jr. (ur. 10 stycznia 1974 w Bago) - filipiński bokser, medalista olimpijski.

## Kariera amatorska
W 1991 Velasco zajął pierwsze miejsce w kwalifikacjach na igrzyska olimpijskie w Barcelonie. Na filipińskim turnieju kwalifikacyjnym Velasco rywalizował w kategorii do 48 kg. Mansueto nie wystąpił na turnieju. a zastąpił go jego brat Roel Velasco, który zdobył brązowy medal.
W 1994 Velasco zdobył złoty medal na igrzyskach azjatyckich w Hiroszimie, rywalizując w kategorii papierowej (do 48 kg.). Filipińczyk pokonał w finale byłego olimpijczyka Pramuansaka Phosuwana. Rok później, w 1995, Velasco został wicemistrzem Azji, przegrywając z w finale z Tajem Somrotem Kamsingiem.
Udział na igrzyskach w Atlancie Velasco rozpoczął od zwycięstwa przed czasem w pierwszej rundzie nad reprezentantem Chińskiego Tajpej Tsaiem Chih-hsiu. W 1/8 Filipińczyk pokonał reprezentanta Kuby Yosvaniego Aguilerę, zwyciężając 14:5. W ćwierćfinale wyeliminował 20:10 Marokańczyka Hamida Berhiliego, zapewniając sobie już brązowy medal. W walce o finał pokonał Hiszpana Rafaela Lozano, a w finale przegrał z Bułgarem Daniełem Petrowem, zdobywając srebrny medal.